# Fossa pterigopalatina
La fossa pterigopalatina (o pterigomascellare) è un piccolo spazio ad imbuto, situato subito dietro la mascella. Essa è un centro di distribuzione aperto verso tutte le principali regioni della testa: bocca, naso, occhi, faccia, fossa infratemporale e anche verso il cervello.

## Limiti
Le pareti della fossa sono rappresentate anteriormente dalla tuberosità del mascellare, posteriormente dal processo pterigoideo dello sfenoide, lateralmente dalla comunicazione con la fossa infratemporale (foro pterigo-mascellare) e medialmente dalla lamina perpendicolare dell'osso palatino. Il tetto della fossa è rappresentato dalla superficie pterigomascellare dell'osso sfenoide.

## Comunicazioni
La fossa comunica con:
- la fossa cranica media attraverso il foro rotondo (entro cui passa il nervo mascellare);
- la fossa infratemporale attraverso la fessura pterigomascellare (per l'arteria mascellare interna e rami del nervo mandibolare) e attraverso il canale vidiano (nervo vidiano);
- la cavità orbitaria tramite la fessura orbitaria inferiore (per le fibre postsinaptiche sia parasimpatiche che ortosimpatiche dal ganglio pterigo-palatino);
- le cavità nasali attraverso il foro sfenopalatino, da cui passano i nervi ed i vasi omonimi (arteria sfenopalatina e nervo sfenopalatino, che si occupa insieme ai rami nasali del nervo palatino maggiore dell'innervazione sensitiva della porzione postero-inferiore delle cavità nasali):
- la cavità orale attraverso i canali palatini maggiori e minori, da cui passano nervi palatini ed arteria palatina discendente.

## Contenuti
La fossa contiene rami di divisione del nervo mascellare (seconda branca di divisione del trigemino), il ganglio pterigo-palatino (o sfeno-palatino) di Meckel e l'arteria mascellare interna.